# Viktor Claesson
Viktor Claesson, né le 2 janvier 1992 à Värnamo en Suède, est un footballeur international suédois. Il évolue au poste de milieu offensif au FC Copenhague.

## Biographie

### IFK Värnamo
Né à Värnamo en Suède, Viktor Claesson est formé par le club local de l'IFK Värnamo. Il fait ses débuts avec ce club, en troisième division suédoise avant de découvrir l'échelon supérieur, la Superettan, lors de la saison 2011. Il joue son premier match dans cette compétition le 11 avril 2011, lors de la première journée de championnat, face au Landskrona BoIS. Claesson se fait remarquer ce jour-là en inscrivant son premier but, mais son équipe se fait rejoindre au score et les deux équipes se séparent sur un match nul (1-1).

### IF Elfsborg
En janvier 2012, Viktor Claesson rejoint l'IF Elfsborg. Le transfert est annoncé dès le 29 juillet 2011.
Claesson découvre la Ligue des champions avec l'IF Elfsborg, jouant ses deux premiers matchs lors de la double confrontation qualificative pour l'édition 2013-2014 contre le FC Daugava. Il permet à son équipe de se qualifier en étant buteur à l'aller le 17 juillet 2013 (victoire 7-1 de Elfsborg) comme au retour le 23 juillet (0-4 pour Elfsborg).
Le 7 mai 2014, Claesson réalise son premier doublé pour Elfsborg, lors d'une rencontre de championnat face au Mjällby AIF, contribuant ainsi à la victoire de son équipe par trois buts à un. Le 18 mai suivant il est titularisé lors de la finale de la Coupe de Suède 2013-2014 remportée par son équipe face à l'Helsingborgs IF (0-1).

### FK Krasnodar
Le 25 janvier 2017, Viktor Claesson rejoint la Russie en s'engageant avec le FK Krasnodar pour un contrat de trois ans et demi.
Il figure dans la liste des 33 meilleurs joueurs du championnat russe lors de la saison 2018-2019, et est même élu meilleur ailier gauche du championnat.
Avec le club du FK Krasnodar, il atteint les huitièmes de finale de la Ligue Europa en 2019.
En mars 2022, en raison de l'Invasion de l'Ukraine par la Russie en 2022, le contrat de Claesson, ainsi que celui de sept de ses coéquipiers au FK Krasnodar, est suspendu.

### FC Copenhague
Alors libre de tout contrat, Viktor Claesson rejoint le FC Copenhague le 31 mars 2022. Il signe un contrat court, soit jusqu'au 30 juin 2022 mais avec la possibilité de prolonger en fin de saison. Lors de cette deuxième partie de saison 2021-2022 il participe au sacre du FC Copenhague, champion du Danemark pour la quatorzième fois de son histoire.
Le 16 juin 2022, le FC Copenhague annonce la prolongation de contrat de Viktor Claesson. L'international suédois dont le contrat se terminait en juin est alors lié au club de la capitale danoise jusqu'en juin 2026,.
Le 24 juillet 2022, Claesson est l'auteur de son premier doublé pour le FC Copenhague, lors d'une rencontre de championnat face au Aalborg BK. Titulaire au poste d'ailier gauche, il participe à la victoire de son équipe par trois buts à un.
Il obtient le troisième titre de champion du Danemark de sa carrière en participant au seizième sacre du FC Copenhague lors de la saison 2024-2025. Il remporte ensuite la coupe du Danemark, en étant titulaire et capitaine le 29 mai 2025, lors de la finale qui oppose son équipe au Silkeborg IF (victoire 3-0 de Copenhague),.

### En équipe nationale
Il joue son premier match avec l'équipe de Suède espoirs le 2 juin 2011, en amical contre la Norvège (victoire 1-4). Le 19 novembre 2013, il inscrit son seul et unique but avec les espoirs, contre Malte, lors des éliminatoires de l'Euro espoirs 2015 (victoire 5-0).
Claesson reçoit sa première sélection en équipe de Suède le 18 janvier 2012, en amical contre le Bahreïn (victoire 0-2 à Al Rayyan). Il inscrit son premier but cinq jours plus tard, lors de sa deuxième sélection, face au Qatar (victoire 0-5 à Doha).
En 2014 et 2015, il ne joue plus avec la sélection. On le retrouve en janvier 2016 pour disputer un tournoi amical à Abou Dabi.  Par la suite, le 28 mars 2017, il inscrit son premier doublé en sélection, contre le Portugal (victoire 2-3 à Funchal).
En mai 2018, Claesson est sélectionné par l'entraîneur Janne Anderson pour disputer la Coupe du Monde en Russie, où Classeon prendra part à tous les matchs de la Suède. Lors du premier match face à la Corée du Sud, il est victime d'une faute du coréen Kim Minwoo dans la surface de réparation. À la suite de cette faute, l'arbitre Joel Aguilar accorde avec l'aide de l'arbitrage vidéo un pénalty à la Suède, que le capitaine suédois Andreas Granqvist transforme (score final : 1-0). Claesson délivre par la suite une passe décisive pour Ola Toivonen face à l'Allemagne (défaite 1-2) et une autre pour Ludwig Augustinsson face au Mexique (victoire 3-0). Son équipe est finalement éliminée en quarts de finale face à l'Angleterre.
Le 10 septembre 2018, il inscrit un nouveau but face à la Turquie, à l'occasion d'une rencontre de la Ligue des nations de l'UEFA (victoire 2-3 à Solna). Il marque ensuite, en 2019, trois buts lors des éliminatoires de l'Euro 2020, contre la Roumanie, la Norvège et Malte.
L'année suivante, il est convoqué pour disputer l'Euro 2020. C'est durant cette compétition, qu'il marque son premier but dans un tournoi majeur face à la Pologne lors du dernier match de poules. Son but victorieux inscrit dans le temps additionnel, permet à la Suède de se qualifier pour les 1/8e de finale de la compétition. 

## Palmarès
IF Elfsborg
- Champion de Suède en 2012.
- Vainqueur de la Coupe de Suède en 2014.
- Finaliste de la Supercoupe de Suède en 2014.

 FC Copenhague
- Championnat du Danemark (3) :
  - Champion : 2022, 2023 et 2025.
- Coupe du Danemark (2) :
  - Vainqueur : 2022-2023 et 2024-2025.